# Jean-François Regnard

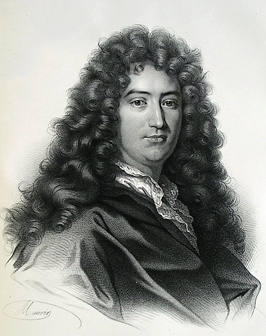
Jean-François Regnard

Jean-François Regnard (Paris, 7 de fevereiro de 1655 — Dourdan, 4 de setembro de 1709) foi um dramaturgo francês.
Além de suas comédias, estilo pelo qual é mais conhecido, Regnard também escreveu relatos de viagens e um pequeno romance, la Provençale, de caráter autobiográfico e diversos poemas entre os quais se destaca Satire contre les maris, como resposta à sátira de Boileau contra as mulheres.

## Obras teatrais
- 1690 - Arlequin homme à bonne fortune
- 1691 - La Coquette
- 1694 - Attendez-moi sous l’orme et La Sérénade
- 1695 - La Foire Saint-Germain
- 1696 - Le Joueur
- 1697 - Le Distrait
- 1699 - Le Carnaval de Venise
- 1700 - Démocrite amoureux
- 1704 - Les Folies amoureuses
- 1705 - Les Ménechmes
- 1708 - Le Légataire universel